# 12138 Olinwilson
12138 Olinwilson là một tiểu hành tinh vành đai chính với chu kỳ quỹ đạo là 1427.6800350 ngày (3.91 năm).
Nó được phát hiện ngày 24 tháng 9 năm 1960.